# 33 FC
33 FC – węgierski klub piłkarski z siedzibą w Budapeszcie, reaktywowany w 2011 r. obecnie grający w BLSZ III gr.1, co stanowi trzecią ligę Budapesztu, zarazem szóstą ligę węgierską.

## Historia

### Chronologia nazw
33 FC
- 1900: "33" Football Clubja
- 1926: Budai 33
- 1929: Budai 11
- 1939: 33 FC

Ganz-Villany
- 1949: „33” Ganz-villany
- 1951: Vasas Ganzvillamossági SK
- 1953: Vasas Turbó SK
- 1969: Ganz-Villany
- 1970: Ganz-Villamossági

### Powstanie klubu
Klub powstał w 1900 roku jako "33" Football Clubja w dzielnicy Óbuda. W 1901 roku klub występował w drugiej lidze. W premierowym sezonie klub zajął pierwsze miejsce i uzyskał awans do pierwszej ligi – Nemzeti Bajnokság I. Pierwszy pobyt w najwyższej lidze trwał do sezonu 1906/1907, gdy klub zajął ostatnie miejsce w tabeli. Do pierwszej ligi powrócił w sezonie 1910/1911. Do 1938 roku klub z krótkimi przerwami występował w pierwszej lidze. Wybuch wojny wpłynął na degradację klubu aż do ligi amatorskiej, w której klub grał do 1948 roku.

### Połączenie z Ganz-villany
W 1949 roku klub połączył się z Ganz-villany i jako nowy zespół występował w 5., 4. i 3. lidze do 1987 roku. W 2011 r. klub przystąpił ponownie do węgierskich rozgrywek piłkarskich, od najniższego szczebla. Swoje mecze rozgrywa na bocznym boisku Budafoki LC.

## Osiągnięcia
III miejsce: 1902
- W lidze (29 sezonów na 109) : 1902-1906/07, 1910/11-1920/21, 1923/24, 1925/26-1937/38